# Argentinka v New Yorku
Argentinka v New Yorku (ve španělském originále Un argentino en New York) je argentinský komediální film z roku 1998, který natočil Juan José Jusid. V hlavní roli se představil Guillermo Francella, jenž se vydá z Buenos Aires do New Yorku, aby přesvědčil k návratu domů svoji dospívající dceru. Tu ztvárnila Natalia Oreiro, pro kterou to byla vůbec první filmová role. Snímek se v Argentině stal nejnavštěvovanějším filmem roku 1998.

## Příběh
Franco De Ricci je rozvedený hudebník z Buenos Aires, hrající v orchestru na činely. Jeho sedmnáctiletá dcera Verónica právě odjíždí na tři měsíce na výměnný studentský pobyt do New Yorku. Franco, který se s ní má loučit na letišti, ale onen okamžik nestihne, neboť jeho spoluhráčka z orchestru musí jako těhotná akutně do nemocnice, protože se její dítě má každým okamžikem narodit. Činelista sice s nastávající matkou do porodnice dorazí a následně spěchá na letiště, tam se však s dcerou může pozdravit jen na dálku. Dospívající dívka je už poněkolikáté z otce zklamaná, navíc jej coby hráče na činely příliš neuznává; zdědila však po něm lásku k hudbě a ráda zpívá.
Po třech měsících již Franco netrpělivě dceru očekává na letišti, Veróničina kamarádka, která s ní v USA byla, mu však předá vzkaz, ve kterém dívka otci píše, že se tam ještě nějakou dobu zdrží. Franco neví co má dělat, jeho bývalá žena ho ale požádá, aby ji přivedl. Po poradě se svým otcem se rozhodne, přestože sám anglicky neumí, do New Yorku odletět a dceru najít. Nejprve hledá ve strip baru, kde se setká s Mary Lee, kterou Verónica označila ve svém vzkazu jako kontaktní osobu. Ta však Argentinci řekne, že neví, kde momentálně dívka je. Franco poté zamíří na jedinou adresu, kterou má – dům, kde dcera při výměnném pobytu bydlela. Ani tam však dívka není. Verónica se ve skutečnosti nechá zapírat, protože se s otcem nechce setkat. Když jej ale z okna vidí zničeného, rozhodne se a v Central Parku, kde Franco sedí smutný na lavičce, za ním přijde. Usmíří se a dívka otci ukáže zajímavá místa New Yorku. Když si povídají, Franco jí prozradí, že je tu jen proto, aby s ním odjela zpět domu, do Buenos Aires. Tím si ale dceru nezíská. Ta prozatím nechce opustit svoje nové kamarády, svoji skupinu The Veronikos, kterou tu založila, ani svého přítele.
Po dalším neúspěchu zamíří Franco za Anou, neteří svého známého, kterému slíbil, že ji navštíví. Seznámí se i se Stevem, hráčem amerického fotbalu a Veróničiným přítelem. Následně dceři po telefonu předstírá, že odjel zpátky do Argentiny, stále je však v New Yorku a přemýšlí, co dál. V Aně získá nového spojence, následně je však kvůli účasti v pouliční rvačce, ve které chtěl jako náhodný kolemjdoucí chránit ženu, zatčen. Z vězení mu pomůže právě Steve, jenž se Francovi dříve jako sportovec nelíbil; nyní však najdou společnou řeč. Verónica se se svou skupinou chystá na své první veřejné vystoupení v klubu.
Ana se náhodně doslova srazí s Veróničiným bubeníkem, který spěchá na zkoušku a následný koncert. Protože se zabývá módou, vymyslí plán. Hudebníka pozve pod záminkou změny jeho image k sobě do bytu, kde ho zamkne. Mezitím Franco dorazí inkognito do klubu, aby viděl vystoupení své dcery. Přispěchá za ním i Ana. Bubeník stále nedorazil, proto kapela začne hrát bez něj a Ana poradí Francovi, aby jej zastoupil. Otec skutečně zasedne za bicí soupravu a za překvapení své dcery si s nimi zahraje. Po koncertu však okamžitě zmizí a zamíří na letiště, aby odletěl do Argentiny. Šokovaná Verónica jej nejprve hledá v klubu, následně se však taky vydá na letiště, protože ji napadne, že právě tam otec zamíří. Franca nakonec přece jenom dostihne u odbavení. Oba se usmíří a dívka slíbí, že i když chce nyní v New Yorku zůstat, na narozeniny, které zanedlouho má, určitě do Buenos Aires dorazí.

## Obsazení
- Guillermo Francella (český dabing: Libor Hruška) jako Franco De Ricci
- Natalia Oreiro (český dabing: Jitka Ježková) jako Verónica De Ricci
- Diana Lamas (český dabing: Lucie Svobodová) jako Ana Epsteinová
- Jessica Schultz (český dabing: Hana Krtičková) jako Rita
- Boris Rubaja (český dabing: Daniel Dítě) jako R. Salcedo
- Cristina Alberó (český dabing: Daniela Bartáková) jako Martha
- Miguel Guerberof (český dabing: Jiří Zavřel) jako Epstein
- Gabriel Goity (český dabing: ?) jako Farrier
- Fernando Siro (český dabing: ?) jako Raúl
- María Valenzuela (český dabing: ?) jako Sonia

## Produkce
Námět snímku pochází od herce Guillerma Francelly, který o něm přemýšlel asi čtyři roky. Jako člověk, který neumí anglicky, měl vlastní zkušenosti s cestami do Spojených států, kde se musel dorozumívat „rukama nohama“. Chtěl tak vytvořit film o cizinci v New Yorku, který se musí potýkat s odlišným jazykem a kulturou. K projektu se díky producentovi Carlosi Mentastimu dostal zkušený režisér Juan José Jusid, jenž nabídl rodinné téma – postavu dcery, kterou se její otec vydá do vzdáleného města hledat. Scénář napsaly Graciela Maglie a Cristina Civale, produkci zajistilo studio Argentina Sono Film ve spolupráci s televizí Telefe.
Postava Franka, otce, jenž odjede do USA, byla od počátku zamýšlena pro Guillerma Francellu. Ten se na filmové plátno vrátil po šesti letech strávených v televizních produkcích. Po dlouhém castingu, v němž musela předvést nejen své herecké umění, ale i schopnost zpívat, získala roli jeho dcery Verónicy Natalia Oreiro. Pro mladou herečku to byla vůbec první filmová role, do té doby působila jen v televizi. Postavu Any, která ve městě pomůže Frankovi, ztvárnila Diana Lamas, vnučka americko-argentinského herce Ferdinanda Lamase. Pro ni to byl rovněž první film, navíc roli získala netradičně: v New Yorku byla na dovolené a procházela kolem skupiny Argentinců, kteří natáčeli. Producent Luis Scalella ji poznal a roli nabídl.
Na konci ledna 1998 se režisér Juan José Jusid vypravil do New Yorku, aby tam zahájil přípravy a předprodukci snímku. V USA se z argentinských herců filmování zúčastnili pouze Francella, Oreiro a Lamas. Natáčení bylo v americkém městě zahájeno v první polovině února. Podíl natáčení v New Yorku činil asi 80 % z celkové produkce snímku. Jednalo se o první argentinský film, jenž byl z většiny natočen v New Yorku, filmaři zde strávili pět týdnů. Další dva týdny poté natáčeli v Buenos Aires a produkce byla ukončena koncem března.
Během natáčení v New Yorku postihly kameramana Alda Lobótrica kardiorespirační problémy. Po převozu do nemocnice v první polovině března zemřel v 51 letech na zástavu srdce. Filmaři natáčeli na Manhattanu, kde využili různé lokace, jako Central Park, dům The Dakota, SoHo či Chinatown. Celkový rozpočet činil asi 4 milióny dolarů, na tehdejší poměry argentinského filmového průmyslu značně vysoká částka.
Scénickou hudbu napsal Juan Federico Jusid, režisérův syn, který žil v New Yorku. Po snímku Bajo bandera z roku 1997 to byla pro ně druhá spolupráce. Ve filmu debutovala Natalia Oreiro jako zpěvačka, pro snímek natočila ve studiu v Miami dvě písně, „Que si, que si“ a „Caminos“, které napsala dvojice Fernando López Rossi a Pablo Durand. Díky úspěšnému ohlasu následně podepsala smlouvu s nahrávací společností a začala pracovat na eponymním debutovém albu, jež vyšlo jen dva měsíce po vydání filmu.
Píseň „Que si, que si“ vyšla v březnu 1998 jako promo singl, který byl hraný v rádiích. V hitparádě se byl určitou dobu na první příčce a z žebříčku TOP 100 vypadl až v listopadu 1998. K písni vznikl i videoklip, složený ze sestříhaných záběrů z filmu, které byly proloženy scénami z natáčení snímku i z nahrávání samotné písně.
K filmu vyšel také soundtrack, jenž obsahuje obě písně, „Que si, que si“ (ve dvou verzích) a „Caminos“, a instrumentální scénické skladby.

### České znění
České znění vyrobila v roce 2002 společnost Saga TV pro Hollywood Classic Entertainment pod režijním vedením Antonína Navrátila a v překladu Eriky Houskové.

## Vydání
Do argentinských kin byl film Argentinka v New Yorku uveden 21. května 1998. Ještě v roce 1998 byl snímek vydán v Argentině na VHS, roku 2004 pak na DVD.
Díky popularitě Natalie Oreiro ve střední a východní Evropě začátkem 21. století byl film vydán v roce 2002 v lokalizovaných verzích na VHS také v Rusku a Česku. V případě těchto verzí byl originální název snímku (Un argentino en New York – doslova Argetinec v New Yorku) přechýlen: ruská verze Аргентинка в Нью-Йорке (Argeninka v Ňu-Jorke), česká verze Argentinka v New Yorku.

## Přijetí
Během prvního víkendu, respektive prvních pěti dní, zhlédlo film Argentinka v New Yorku jen v oblasti Gran Buenos Aires 144 248 diváků, což byl překvapivě vysoký počet, který se velmi přiblížil americkému filmu Titanic, jenž v únoru 1998 odstartoval v Argentině se 157 tisíci diváky z metropolitní oblasti hlavního města. Argentinka v New Yorku se zároveň stala nejnavštěvovanějším argentinským filmem během úvodního víkendu.
Ve druhém týdnu byl film promítán 85 kinosálech a po jedenácti dnech promítání měl snímek na kontě 560 tisíc diváků. Film celkově v Argentině zhlédlo 1 634 702 diváků, čímž se stal nejnavštěvovanějším filmem roku 1998 a nejúspěšnějším snímkem v historii studia Argentina Sono Film.
Fernando López z deníku La Nación jej označil za sentimentální rodinnou komedii, která je vystavěna na popularitě Guillerma Francelly a nově objevené televizní hvězdě Natalii Oreiro. Pochválil dobře natočené newyorské exteriéry, pro argentinské filmy neobvyklé prostředí, ale také uvedl, že i přes silné obsazení dalších rolí chybí snímku pořádné postavy, zápletka a rytmus. Podle deníku Clarín nejde o klasickou komedii, která hýří vtipy, ale o sentimentální příběh o lásce a přátelství, nejen mezi Francem a jeho dcerou. Postavy však v dialozích vysvětlují očividné věci a kvůli nedostatku akce trpí samotné vyprávění příběhu. Celkově však jde o rodinný film, na nějž chodili prarodiče se svými vnoučaty.